# Marieville
Marieville – miasto w Kanadzie, w prowincji Quebec.